# Agent ocult
Agent ocult (títol original: Fear) és una pel·lícula de terror/thriller estatunidenca dirigida per Rockne S. O'Bannon, estrenada l'any 1990. Ally Sheedy fou nominada al premi Saturn a la millor actriu per la seva interpretació l'any 91. Ha estat doblada al català

## Argument
La mèdium Cayce Bridges ha posat els seus dons al servei de la policia a qui ajuda aconseguint llegir la ment dels criminals. Un dia, s'adona que un dels criminals que acorrala posseeix el mateix do que ella. Aquest l'ha descobert i l'assetja enviant a la seva ment les sensacions d'espant absolut que senten les seves víctimes.

## Repartiment
- Ally Sheedy: Cayce Bridges
- Michael O'Keefe: Jack Hays
- Lauren Hutton: Jessica Moreau
- Pruitt Taylor Vince: l'home-ombra
- Keone Young: Detectiu William Wu
- Stan Shaw: Detectiu Webber
- Jonathan Príncep: Colin Hart
- Dina Merrill: Catherine Tarr
- John Agar: Leonard Scott Levy
- Marta DuBois: Inez Villanueva
- Dean Goodman: William Tarr
- Don Hood: Holcomb
- Jane Sibbett: Presentadora